# Wangenheim (Adelsgeschlecht)

Wappen derer von Wangenheim

Wangenheim ist ein thüringisches Uradelsgeschlecht. Der Stammsitz Wangenheim ist heute ein Ortsteil der Landgemeinde Nessetal im Landkreis Gotha in Thüringen.

## Geschichte

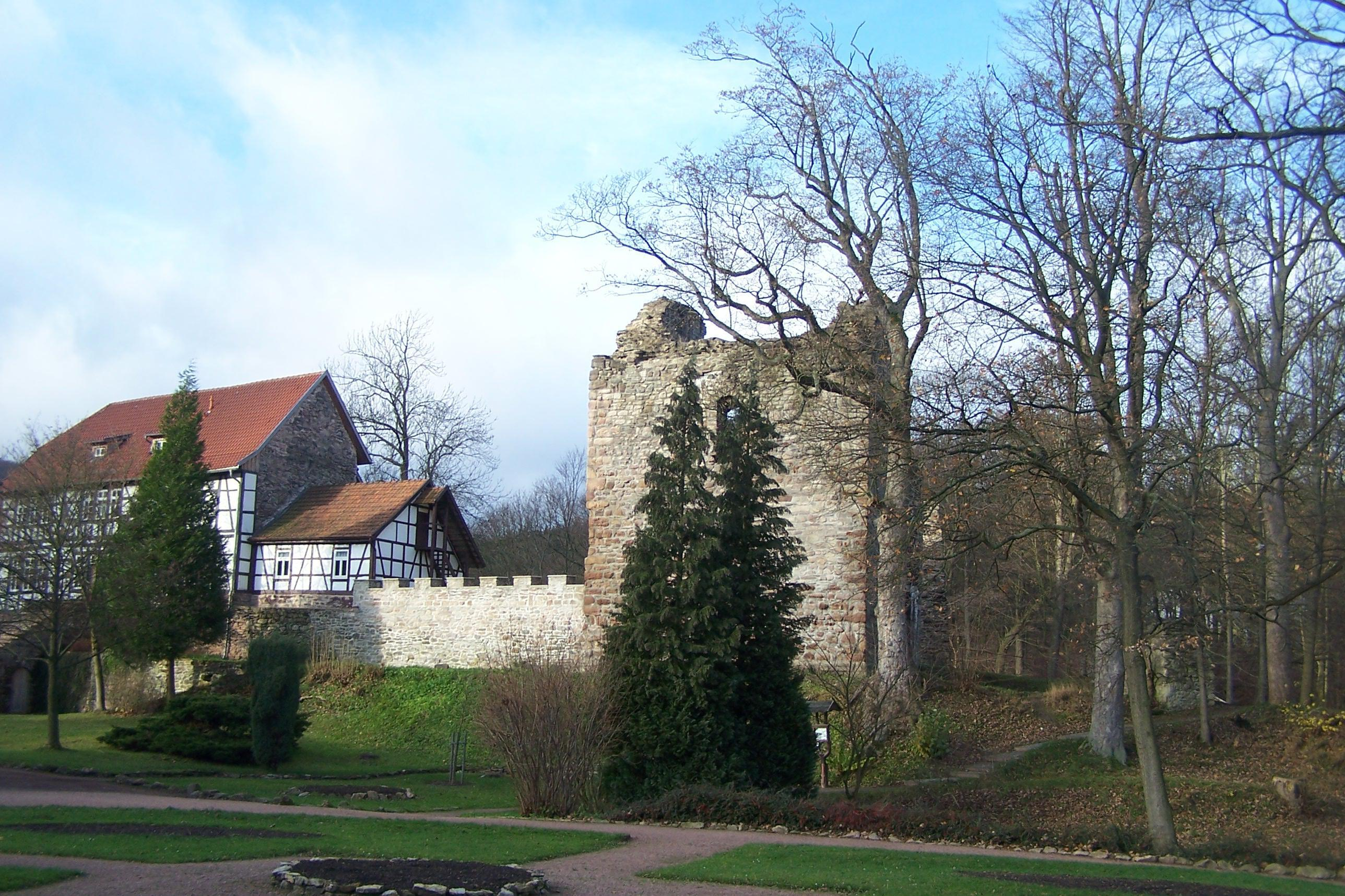
Burg Winterstein

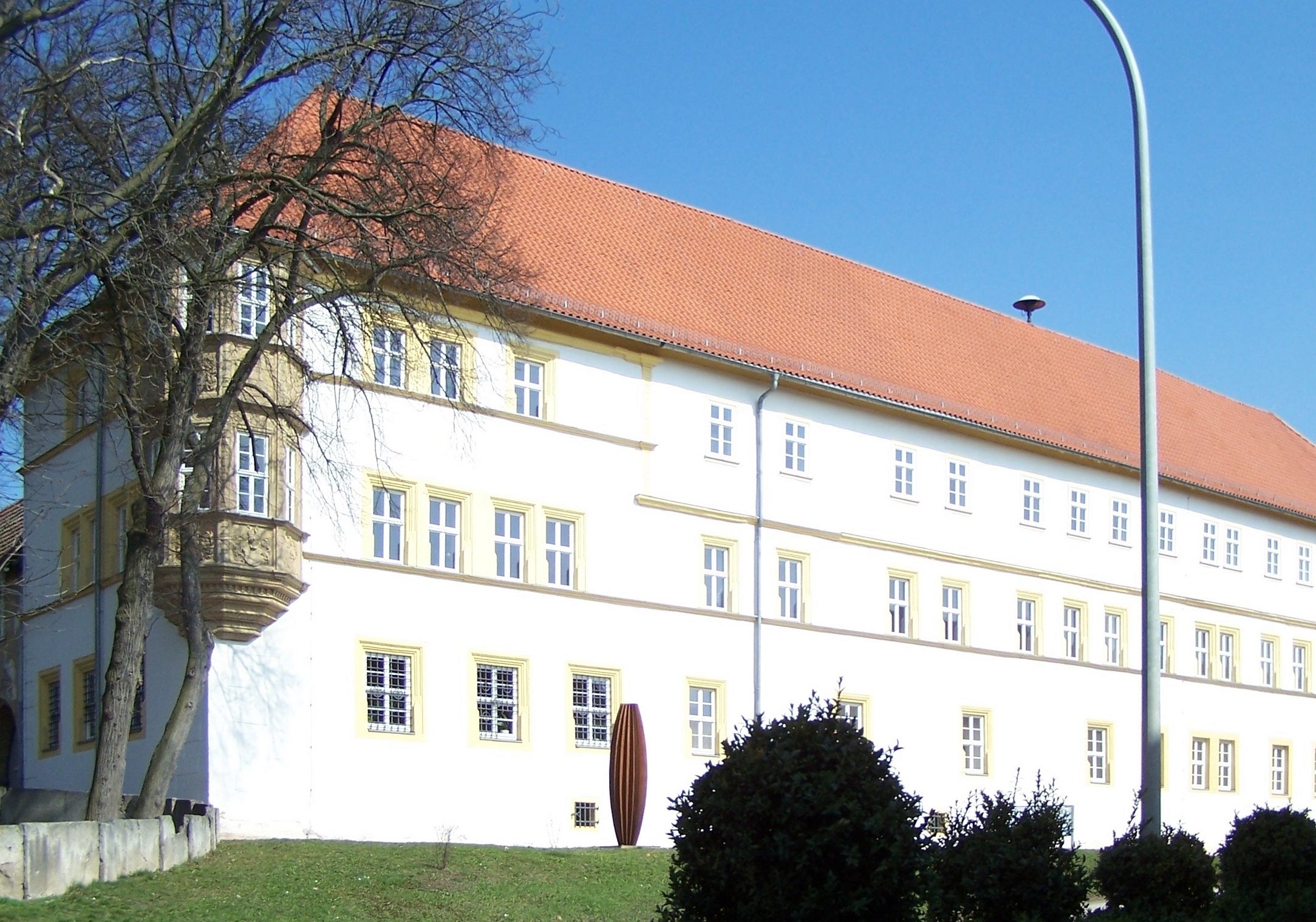
Schloss Behringen

Der Sage nach kam die Familie im Jahr 455 n. Chr. mit den Hunnen nach Thüringen, als sich der Stamm der Grün-Hunnen, dem Mitglieder der später so benannten Familien von Erffa, von Wangenheim und von Uetterodt vorstanden, an der Nesse niederließ, um dort Landwirtschaft zu treiben und einen nicht unbedeutenden Handel mit Getreide in die Saale- und Elbe-Regionen zu führen. Dort waren zu dieser Zeit die Wenden und die Sorben ansässig, ohne jedoch noch feste Wohnsitze zu haben. Diese Angaben lassen sich allerdings historisch nicht belegen.
Erstmals urkundlich erwähnt wird das Geschlecht 1133 mit Lodewicus de Wangenheim als fuldischer Ministeriale. Die Stammreihe beginnt mit Bertohus de Wangenheim, urkundlich 1156. Ein Ludwig von Wangenheim wird 1207 in einer Urkunde genannt, die in Gegenwart des römischen Königs Philipp von Schwaben ausgefertigt wurde, und 1235 in einer Urkunde des Abtes von Fulda. Die Brüder Friedrich und Albert von Wangenheim wurden 1318 als domini in Wangenheim urkundlich genannt und 1363 erscheint ein Herr Lutz von Wangenheim als Landvogt von Thüringen. Die Vettern Friedrich und Johann von Wangenheim wurden 1411 vom Abt von Fulda mit dem Ort Sonneborn belehnt, während ihr Vetter Apelo von Wangenheim vom Abt 1412 den Ort Hayn (heute ein Ortsteil der Gemeinde Mönchenholzhausen) erhielt.
Ab Mitte des 14. Jahrhunderts bildete das Geschlecht die beiden Hauptlinien Wangenheim und Winterstein (heute ein Ortsteil der Stadt Waltershausen), die sich in vielen deutschen Staaten ausbreiten konnten und großen Einfluss erwarben. Von 1305 bis 1945 waren die Herren von Wangenheim auf Schloss Behringen ansässig. 1307 erbauten sie die Burg Winterstein; ab 1321 bis 1743 saßen sie auf Schloss Tüngeda und von 1370 bis 1945 war das Gut Sonneborn im Familienbesitz, wo das sogenannte Schieferschloss nach Kriegsende abgebrochen wurde; jedoch steht das benachbarte Gelbe Schloss noch, wenn auch ungenutzt. Auch das Gut Wölfis befand sich bis 1945 im Familienbesitz.
Die Stammburg Wangenheim wurde im 16. Jahrhundert aufgegeben und 1747 abgerissen. Innerhalb der ernestinischen Herzogtümer wurden die Patrimonialgerichte der Herren von Wangenheim als Wangenheimsches Gericht zu einer territorialen Verwaltungseinheit zusammengefasst.
Im Jahre 1700 erwarb der hannoversche Oberforst- und Jägermeister Hartmann Ludwig von Wangenheim das Rittergut Waake bei Göttingen. Es befindet sich bis heute im Besitz eines Familienzweiges. Georg Christian von Wangenheim ließ 1829–1832 in Hannover das Wangenheimpalais erbauen.

## Bogun von Wangenheim
Der unverheiratete Hauptmann Wilhelm Benjamin von Wangenheim adoptierte seinen Neffen Wilhelm Bogun. Am 2. Juni 1827 wurde dieser durch den preußischen König Friedrich Wilhelm III. unter dem Namen „Bogun von Wangenheim“ in den Adelsstand erhoben.

## Rangerhöhungen
Georg von Wangenheim, königlich-hannoverscher geheimer Rat, der 1810 die frühere Domäne in Eldenburg (Mark Brandenburg) gekauft hatte, wurde vom preußischen König Friedrich Wilhelm IV. am 15. Oktober 1840 bei der Erbhuldigung in den Grafenstand erhoben und starb 1851, ohne einen Erben zu hinterlassen. Die Begüterung bewirtschafteten dann Vertreter der freiherrlichen Linie.
Friedrich Karl Wilhelm von Wangenheim, fürstlich-leiningischer Kammerassessor in Amorbach, wurde zuerst 1841 in die Freiherrnklasse der bayerischen Adelsmatrikel eingetragen. Es folgten Anerkennungen des Freiherrenstandes im Herzogtum Sachsen-Coburg-Gotha 1855 und 1858 und im Königreich Hannover 1856.
Zweige der Familie bestehen bis heute.

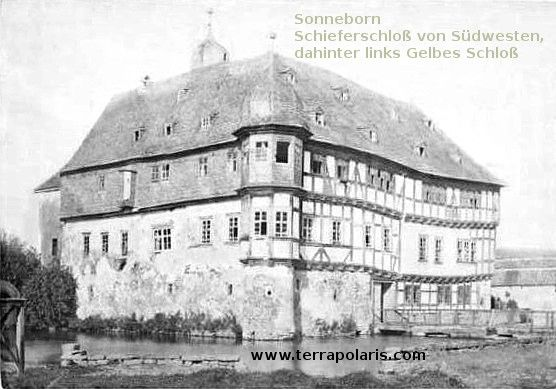
Schieferschloss in Sonneborn
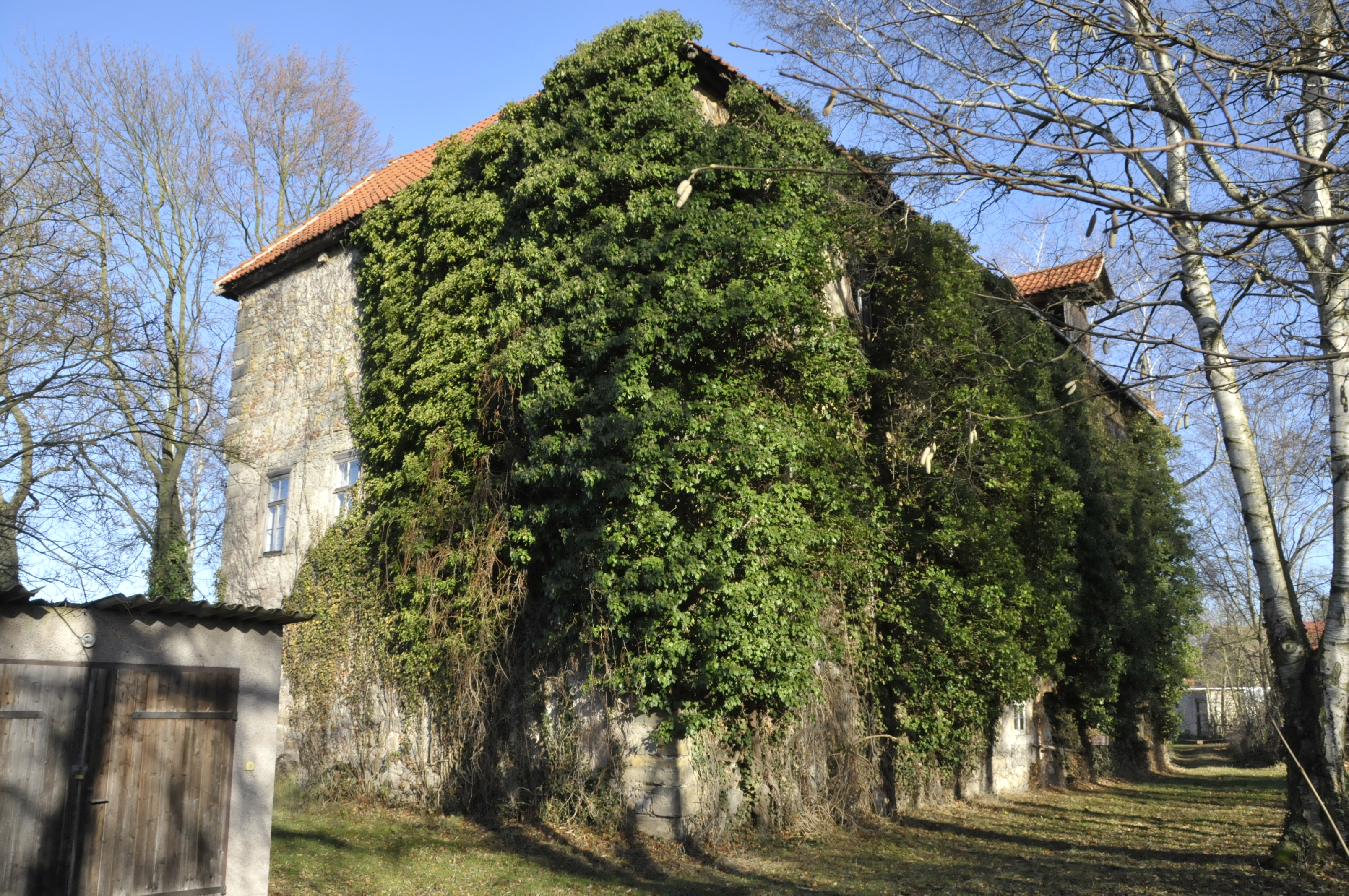
Gelbes Schloss in Sonneborn
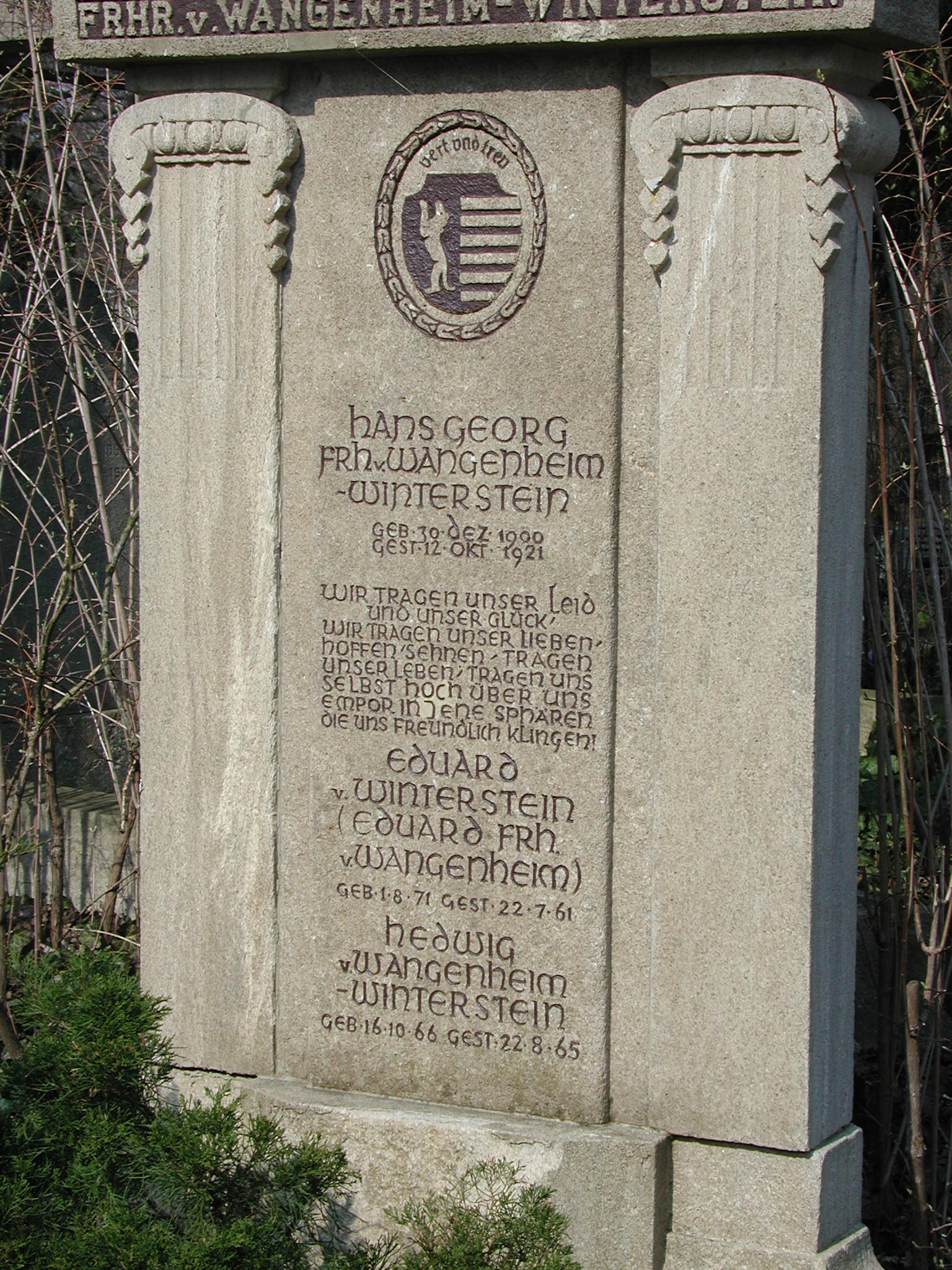
Familiengrabstätte auf dem Zentralfriedhof Friedrichsfelde in Berlin
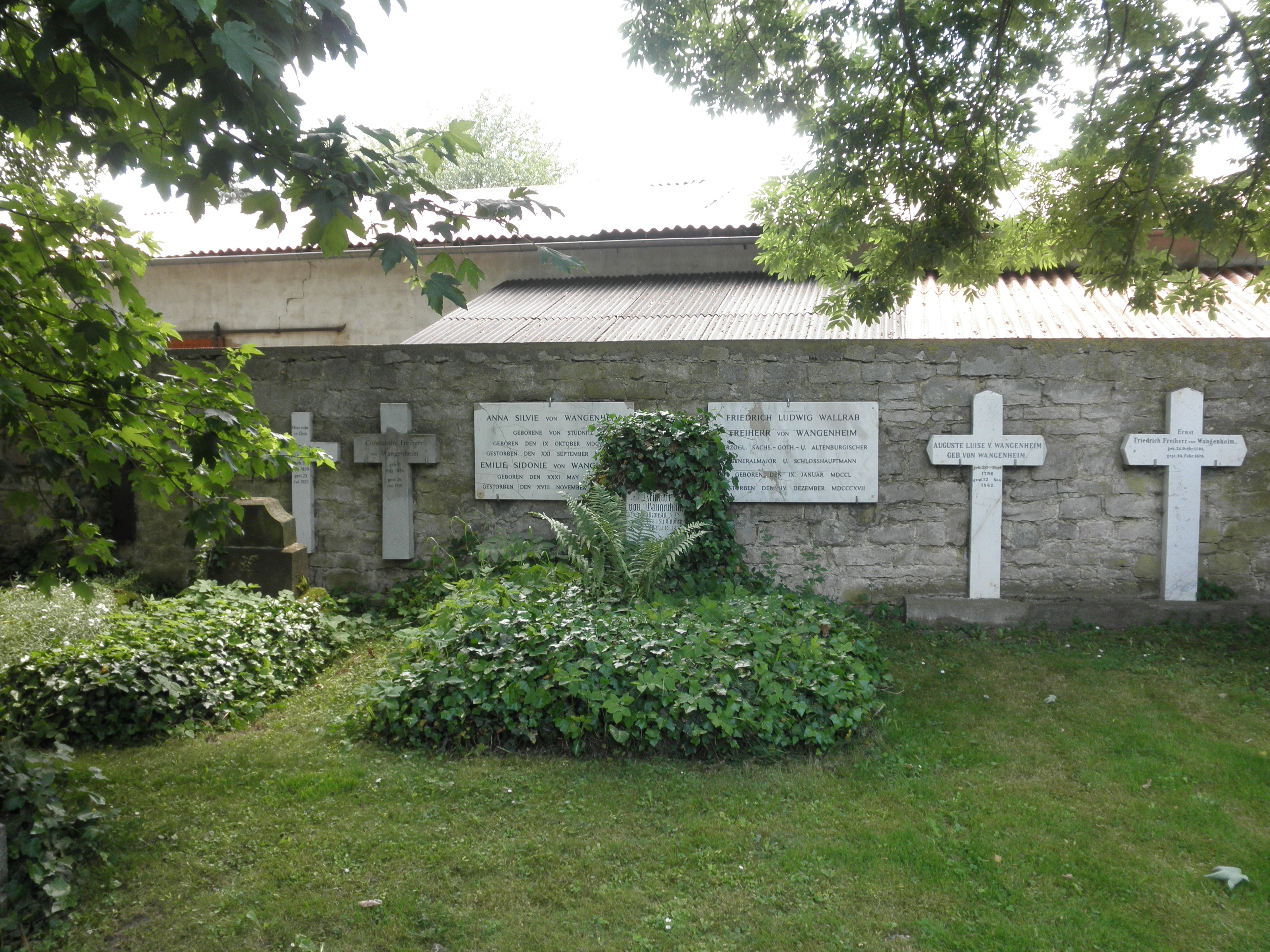
Erbbegräbnis Familie von Wangenheim. Brüheim b. Gotha. Aufnahme 2010.

## Wappen
Das Wappen ist gespalten. Rechts in Silber ein aufspringender roter Windhund mit goldenem Halsband und links in Gold drei schwarze Zwillingsbalken. Den Helm ziert ein runder niedriger roter Hut mit Hermelinkrempe. Auf dem Hut befindet sich ein geschlossener Flug mit einem silbernen und einem roten Flügel. Die Helmdecken sind rechts rot-silbern und links schwarz-golden. Wahlspruch: Fest und Treu.
Sie sind vermutlich mit den von Sundhausen und den von Holbach stammes- und wappenverwandt.
Das Wappen von Herbsleben zeigt eine Variante mit Hirschgeweih, die sich auf Wangenheim bezieht.

## Anekdote: „wo der Hund begraben liegt“
Der Legende nach ließ die Witwe des Forstmeisters von Wangenheim, nachdem sie den Dorfpfarrer mit 150 Talern bestochen hatte, ihren verstorbenen Hund „Stutzel“ auf dem Friedhof von Winterstein in einem Sarg bestatten. Die Sache gelangte aber an die Öffentlichkeit und seit dieser Zeit gibt es in Thüringen die Redensart „In Winterstein, da liegt der Hund begraben.“
Stutzel war kein gewöhnlicher Hund, er soll, der Überlieferung nach, im Dreißigjährigen Krieg Nachrichten von Winterstein nach Gotha überbracht haben. Daher wurde ihm auch ein Grabstein gewidmet, der jetzt noch im Kurpark zu sehen ist.